# Marie Fillunger
Marie Fillunger (* 27. Jänner 1850 in Wien; † 23. Dezember 1930 in Interlaken) war eine österreichische Opernsängerin (Sopran) und Gesangspädagogin.

## Leben
Marie Fillunger wurde 1850 in Wien als Tochter des Ingenieurs Johann Fillunger (1807–1879) geboren. Er war seit 1842 mit Josefine geb. von Rosthorn (1820–1904) verheiratet, mit der er noch sieben weitere Kinder hatte. Die Mutter war eine Tochter des Industriellen Matthäus von Rosthorn jun. (1782–1855), der zusammen mit seinem Bruder August von Rosthorn (1789–1843) und weiteren Geschwistern die Ortschaft Oed bei Waldegg gründet hatte, wo die Firma „Gebrüder Rosthorn“ 1816 bis 1822 eine Blech- und Drahtfabrik errichten ließ.
Marie Fillunger debütierte bereits 1868 als „Olga“ in Offenbachs Großherzogin von Gerolstein am Theater an der Wien, dem sie bis 1872 angehörte. Nebenbei studierte sie von 1869 bis 1873 am Konservatorium der Gesellschaft der Musikfreunde in Wien bei Mathilde Marchesi. Auf Empfehlung von Johannes Brahms setzte sie ihre Studien 1874 bis 1879 an der Hochschule für Musik in Berlin fort, wo sie von Adolf Schulze unterrichtet wurde. In dieser Zeit begann auch eine Liebesbeziehung zwischen ihr und Eugenie Schumann (1851–1938), der Tochter von Clara und Robert Schumann. Marie Fillungers insgesamt 800 Briefe an Eugenie Schumann aus den Jahren 1875 bis 1893, die auch musiksoziologisch interessant sind, wurden 2002 in Auszügen von Eva Rieger herausgegeben.
Ab 1879 lebte Marie Fillunger in Frankfurt am Main, zunächst in einer eigenen Wohnung (Kleine Wiesenau 8), gab diese aber 1884 auf, um in Clara Schumanns Haus in der Myliusstraße 32 zu ziehen.
Ab April 1891 unternahm sie mit dem Pianisten Charles Hallé und der Geigerin Wilhelmine Neruda eine ausgedehnte Konzerttournee durch Australien, der eine Tournee durch Südafrika folgte. Von 1904 bis 1912 unterrichtete sie am Royal College of Music in Manchester. Anschließend hielt sie sich wieder in ihrer Heimatstadt Wien auf und ging 1914 in die Schweiz, wo sie in Matten bei Interlaken erneut mit Eugenie Schumann zusammenzog.

## Briefe
- „Mit 1000 Küssen Deine Fillu“. Briefe der Sängerin Marie Fillunger an Eugenie Schumann 1875–93, hrsg. von Eva Rieger, Köln: Dittrich 2002, ISBN 3-920862-42-2
- Briefwechsel Clara Schumanns mit Maria und Richard Fellinger, Anna Franz geb. Wittgenstein, Max Kalbeck und anderen Korrespondenten in Österreich, hrsg. von Klaus Martin Kopitz, Anselm Eber und Thomas Synofzik (= Schumann-Briefedition, Serie II, Band 4), Köln 2020, S. 337–349